# Wierre-au-Bois
Wierre-au-Bois è un comune francese di 215 abitanti situato nel dipartimento del Passo di Calais nella regione dell'Alta Francia.

## Società

### Evoluzione demografica
Abitanti censiti